# Jaden Shackelford
Jaden Shackelford (Hesperia, 14 febbraio 2001) è un cestista statunitense, professionista nella G League con i Valley Suns.

## Carriera
Dopo aver giocato tre anni in NCAA per la University of Alabama, nel 2022 non viene selezionato al Draft NBA, rimanendo quindi undrafted. Sigla poi un contratto per gli Oklahoma City Blue, squadra di G League con la quale vince un titolo in due anni. Nel 2024 si accasa ai Valley Suns.

## Statistiche

### College
| Anno      | Squadra            | PG | PT | MP   | TC%  | 3P%  | TL%  | RP  | AP  | PRP | SP  | PP   |
| --------- | ------------------ | -- | -- | ---- | ---- | ---- | ---- | --- | --- | --- | --- | ---- |
| 2019-2020 | Alabama Crim. Tide | 31 | 19 | 29,4 | 41,3 | 35,7 | 76,8 | 4,5 | 1,4 | 0,5 | 0,2 | 15,0 |
| 2020-2021 | Alabama Crim. Tide | 33 | 32 | 29,3 | 41,0 | 34,2 | 75,6 | 3,8 | 2,0 | 0,8 | 0,1 | 14,0 |
| 2021-2022 | Alabama Crim. Tide | 33 | 32 | 34,1 | 38,5 | 35,1 | 77,8 | 5,4 | 1,5 | 0,8 | 0,2 | 16,6 |
| Carriera  | Carriera           | 97 | 83 | 31,0 | 40,1 | 35,1 | 76,7 | 4,6 | 1,6 | 0,8 | 0,1 | 15,2 |

### G League
| Anno       | Squadra       | PG | PT | MP   | TC%  | 3P%  | TL%  | RP  | AP  | PRP | SP  | PP   |
| ---------- | ------------- | -- | -- | ---- | ---- | ---- | ---- | --- | --- | --- | --- | ---- |
| 2022-2023  | Oklahoma Blue | 44 | 22 | 27,5 | 40,9 | 39,0 | 74,2 | 2,5 | 1,3 | 0,6 | 0,2 | 13,8 |
| 2023-2024† | Oklahoma Blue | 50 | 39 | 29,0 | 37,9 | 35,6 | 73,3 | 3,2 | 3,0 | 0,8 | 0,1 | 14,3 |
| Carriera   | Carriera      | 94 | 61 | 28,3 | 39,2 | 37,0 | 73,8 | 2,9 | 2,2 | 0,7 | 0,2 | 14,1 |

## Palmares

### Squadra
- Campione NBA G League (2024)